# مرسع (يريم)

تعديل مصدري - تعديل

مرسع هي إحدى قرى عزلة عبيدة بمديرية يريم التابعة لمحافظة إب، بلغ تعداد سكانها 833 نسمة حسب تعداد اليمن لعام 2004.